# Tadeusz Adamczyk (lekkoatleta)
Tadeusz Adamczyk (ur. 4 listopada 1910 w Wólce Kurdybanowskiej, zm. 21 sierpnia 1976 w Warszawie) – polski lekkoatleta, długodystansowiec, mistrz Polski.
Zdobył tytuł mistrza Polski w biegu na 3000 metrów z przeszkodami w  1932, a także brązowe medale w biegu przełajowym w 1930 i 1932.
W 1931 wystąpił w trójmeczu reprezentacji Polski z Łotwą i Estonią, zajmując w biegu na 5000 metrów 4. miejsce.
Rekordy życiowe:
- bieg na 1500 metrów – 4:11,8 (1934)
- bieg na 3000 metrów – 9:31,6 s (14 sierpnia 1932, Warszawa)
- bieg na 5000 metrów – 15:57,0 s (26 czerwca 1931, Wilno)
- bieg na 10 000 metrów – 36:14,8 s (8 czerwca 1930, Warszawa)
- bieg na 3000 metrów z przeszkodami – 10:59,2 s (18 września 1932, Warszawa)

Był zawodnikiem klubów: Orzeł Warszawa (1930-1934), Żagiew Warszawa (1935-1939) i AZS Warszawa (1938).